# Cratere Lhagva
Lhagva  è un cratere sulla superficie di Venere.